# مارغريت سيمبسون
مارغريت سيمبسون (بالإنجليزية: Margaret Simpson) هي منافسة ألعاب القوى غانية، ولدت في 31 ديسمبر 1981.

## وصلات خارجية
- مارغريت سيمبسون على موقع الاتحاد الدولي لألعاب القوى (الإنجليزية)
- مارغريت سيمبسون على موقع اللجنة الأولمبية الدولية (الإنجليزية)
- مارغريت سيمبسون على موقع أوليمبيديا (الإنجليزية)